# Anna Rosenwasser
Anna Rosenwasser (1º maggio 1990) è una scrittrice e politica svizzera del Partito Socialista (PS). Dal 2023 è membro del Consiglio nazionale per il Canton Zurigo.

## Biografia
Presentatasi alle elezioni federali del 2023, venne eletta Consigliera nazionale per il Canton Zurigo con 92 462 voti, diciottesima tra i candidati eletti più votati del cantone.